# The Doctored Dinner Pail
The Doctored Dinner Pail è un cortometraggio muto del 1909 diretto da Edwin S. Porter.

## Produzione
Il film fu prodotto dalla Edison Manufacturing Company.

## Distribuzione
Distribuito dalla Edison Manufacturing Company, il film - un cortometraggio di 93 metri - uscì nelle sale cinematografiche degli Stati Uniti il 7 maggio 1909. Nelle proiezioni, veniva programmato con il sistema dello split reel, accorpato in un'unica bobina con un altro cortometraggio prodotto dalla Edison, la commedia Fuss and Feathers.